# شرور (سلاح أسطوري)

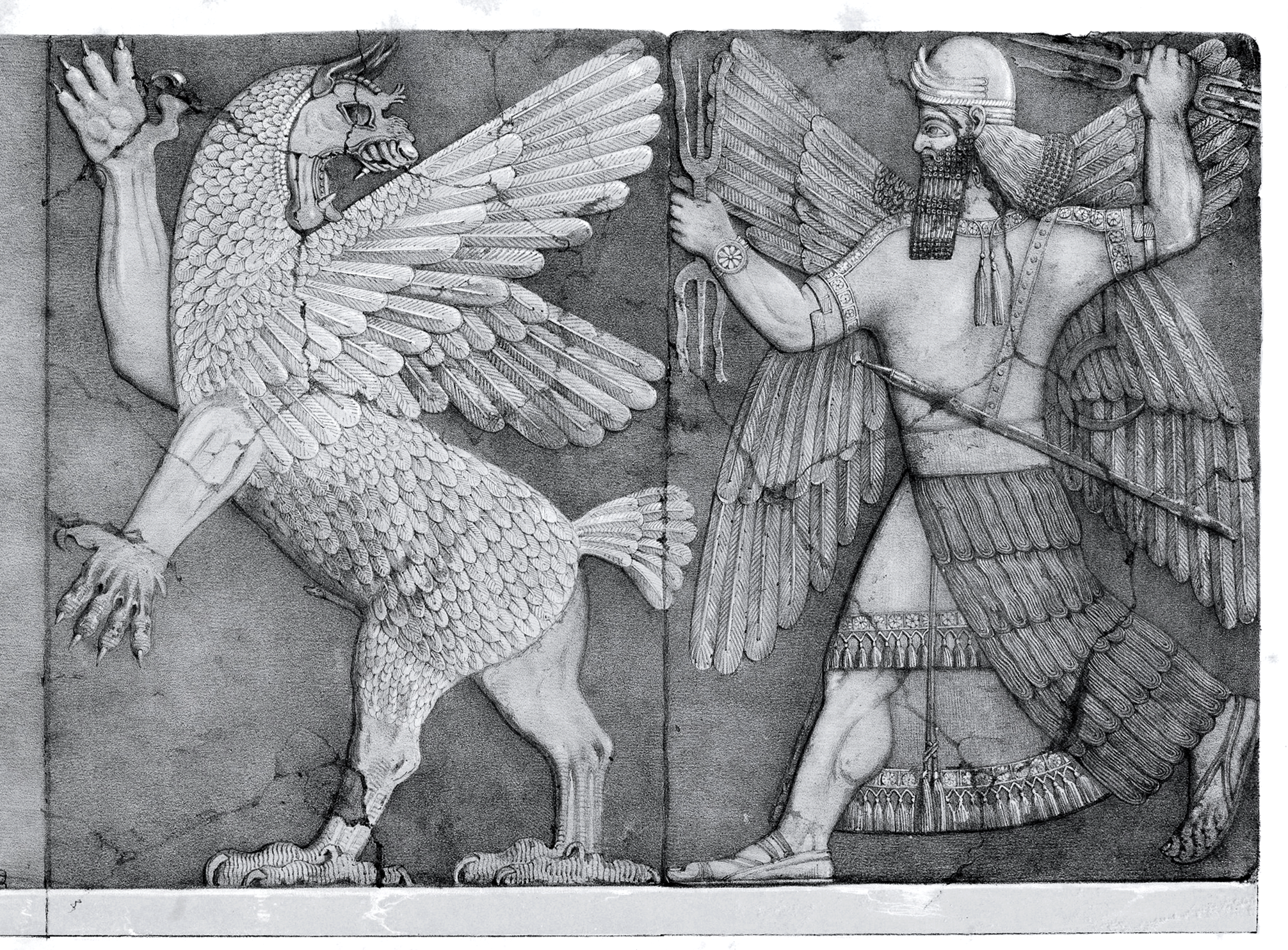

شَرُوْر، والذي يعني «محطم الآلاف» هو سلاح ورمز للإله نينورتا. تصفه المصادر السومرية الأسطورية بأنه مقمعة سحرية متحدثة. وقد أقترح كسلف ممكن لأجسام مماثلة في الأساطير الأخرى مثل تقاليد آرثر.

## الدور والقوى في الأساطير
يلعب شرور دوراً بارزاً في حادثة وصف فيها نينورتا بأنه يستخدمه لهزيمة عسق، وهو شيطان بشع. يتمتع شرور بالقدرة على الطيران عبر مسافات شاسعة دون عوائق وتواصل مع حامله.
تتلقى هذه الأسطورة معالجتها الأكثر أكتمالاً في ملحمة لوغال-إ، والتي تُعرَض بأسم «مآثر نينورتا». وفقاً لهذا النص، فإن دور شرور في المعركة ليس فقط كسلاح. فهو يوفر الذكاء الحاسم للبطل، حيث يعمل كمبعوث بين الإله إنليل ونينورتا ويتصل بإرادة الشخص السابق، بما في ذلك أُمر بقتل المهندس المعماري إركالا، الإله الثعبان البدائي المبجل في بابل، بالإضافة إلى أستراتيجية لهزيمة عسق. يرتبط إركالا بالجبال والعناصر البدائية.

## القوى
وبصرف النظر عن قدرته السابقة على الطيران والاتصال، فقد يتخذ شرور أيضاً شكل أسد مجنح، وهو شكل شائع في التقاليد السومرية والأكدية.